# Bolha do ensino superior nos Estados Unidos

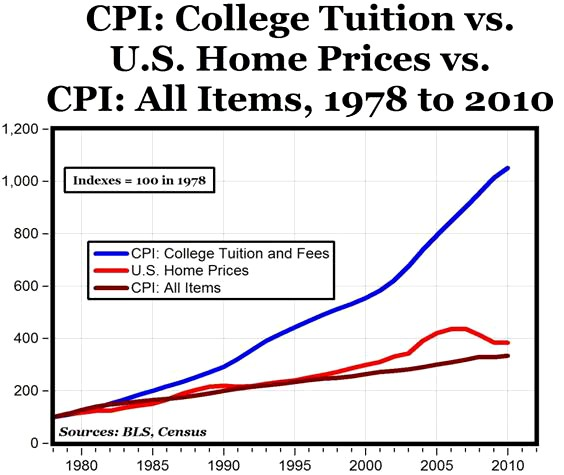
Custo da educação universitária nos EUA em relação ao índice de preços ao consumidor (inflação).

A bolha do ensino superior nos Estados Unidos é a possibilidade de que o investimento excessivo no ensino superior possa ter repercussões negativas na economia em geral. Embora os pagamentos das propinas universitárias estejam a aumentar, a oferta de licenciados em muitas áreas de estudo está a exceder a procura pelas suas competências, o que agrava o desemprego e o subemprego dos licenciados, ao mesmo tempo que aumenta o fardo dos incumprimentos dos empréstimos estudantis para as instituições financeiras e os contribuintes. Além disso, a bolha do ensino superior pode ser ainda mais grave do que o peso das dívidas estudantis. Sem salvaguardas em vigor para financiamento e empréstimos, o governo corre o risco de criar um risco moral em que as escolas cobram aos alunos propinas elevadas sem lhes oferecerem em troca competências comercializáveis. A alegação tem sido geralmente usada para justificar cortes na despesa pública com o ensino superior, cortes de impostos ou uma mudança da despesa governamental para a aplicação da lei e a segurança nacional. Existe ainda uma preocupação de que o excesso de oferta de licenciados agrava a instabilidade política, historicamente associada ao aumento do número de jovens licenciados.
Alguns economistas rejeitam a noção de uma bolha no ensino superior, observando que os retornos do ensino superior superam em muito os custos, enquanto outros acreditam que o número de instituições de ensino superior nos Estados Unidos cairá na década de 2020 e depois, citando razões de declínio demográfico, resultados fracos, problemas económicos e mudanças nos interesses e atitudes públicas. De acordo com o Departamento de Educação dos EUA, no final da década de 2010, pessoas com formação técnica ou profissional tinham uma probabilidade ligeiramente maior de serem empregadas do que aquelas com diploma de bacharel e uma probabilidade significativamente maior de serem empregadas nas suas áreas de especialidade. Os Estados Unidos sofrem atualmente de uma escassez de trabalhadores qualificados.
O Banco da Reserva Federal de St. Louis observou em 2019 que o investimento no ensino superior atingiu um ponto de retornos marginais decrescentes. As matrículas de graduação e pós-graduação têm diminuído, enquanto que as escolas profissionais continuam a atrair um número crescente de estudantes. Os homens brancos constituem um grupo importante que opta por alternativas ao ensino superior. Muitos membros do corpo docente estão a abandonar o meio académico, especialmente os das humanidades. Ao mesmo tempo, é provável que os licenciados se arrependam de terem estudado humanidades e artes liberais. Embora os académicos defendam que certas disciplinas valem a pena ser estudadas por si só, os estudantes estão mais preocupados em aumentar o seu potencial de rendimento. Até agora, neste século, inúmeras instituições de ensino superior fecharam definitivamente, especialmente faculdades comunitárias, e instituições com fins lucrativos.
É possível que a bolha não estoure, mas sim esvazie.

## Contexto
Devido à GI Bill e ao crescimento populacional após a Segunda Guerra Mundial, a procura pelo ensino superior cresceu significativamente durante a segunda metade do século XX, tornando-se um dos principais setores de crescimento da economia americana. Historicamente, as escolas secundárias separavam os alunos de acordo com a carreira, mas isto mudou no final da década de 1980 e no início da década de 1990, quando a missão das escolas secundárias passou a ser preparar os alunos para a faculdade. Em 1987, o Secretário da Educação dos EUA, William Bennett, sugeriu que a disponibilidade de empréstimos estava a alimentar um aumento dos preços das propinas e uma bolha educacional. A "hipótese de Bennett" afirmava que empréstimos prontamente disponíveis permitem que as escolas aumentem as mensalidades sem levar em conta a elasticidade da procura. Além disso, as classificações das faculdades foram parcialmente impulsionadas pelos níveis de despesa, e o aumento das propinas também foi correlacionado com o aumento das perceções públicas de prestígio. Entre as décadas de 1980 e 2010, a procura pelo ensino superior aumentou, especialmente após a Grande Recessão de 2007-2009, quando os americanos regressaram à escola para se adaptarem à nova economia.
Um estudo de 2011 do Departamento do Trabalho concluiu que uma licenciatura "representa uma vantagem significativa no mercado de trabalho". Em 2011, o The Chronicle of Higher Education publicou um artigo que dizia que o futuro era brilhante para os licenciados. Os dados também sugeriram que, apesar de um ligeiro aumento em 2008-2009, as taxas de incumprimento dos empréstimos estudantis diminuíram entre meados das décadas de 1980 e 1990 e no início da década de 2010. A empresa de consultoria de gestão McKinsey & Company projetou em 2011 que uma escassez de trabalhadores com formação universitária e um excedente de trabalhadores sem diplomas universitários, o que faria com que o prémio salarial aumentasse e fizesse com que as diferenças nas taxas de desemprego se tornassem ainda mais dramáticas.
Em 2018, 70% dos concluintes do ensino médio nos Estados Unidos matricularam-se no ensino superior. Mas apenas 60% destes estudantes, ou seja, 42% dos concluintes do ensino médio, formar-se-ão em 6 anos com pelo menos um diploma de bacharel. Observe que os cursos de bacharelado nos Estados Unidos geralmente são elaborados para serem concluídos em quatro anos de estudo em tempo integral, e os programas de mestrado nos EUA normalmente têm duração de dois anos (tempo integral).